# Corruzione in una famiglia svedese - Una manciata d'amore
Corruzione in una famiglia svedese - Una manciata d'amore (En handfull kärlek), è un film del 1974 diretto da Vilgot Sjöman

## Trama
Ambientato nel 1909 in Svezia, la trama racconta di Hjördis, ragazza appartenente alla classe operaia, che viene abbandonata dal fidanzato impegnato in politica. Allontanatasi dalla famiglia, viene assunta come domestica nella casa di una ricca famiglia. Col tempo, diviene l'amante del patriarca.

## Riconoscimenti
Guldbagge - 1974
Miglior film
Miglior regista a Vilgot Sjöman
Premio speciale alla scenografia a P.A. Lundgren